# Ле-Бо
О коммуне в Провансе см. Ле-Бо-де-Прованс
Ле-Бо (фр. Le Bô) — коммуна во Франции, находится в регионе Нижняя Нормандия. Департамент коммуны — Кальвадос. Входит в состав кантона Тюри-Аркур. Округ коммуны — Кан.
Код INSEE коммуны — 14080.

## Население
Население коммуны на 2010 год составляло 105 человек.
| 1962 | 1968 | 1975 | 1982 | 1990 | 1999 | 2010 |
| ---- | ---- | ---- | ---- | ---- | ---- | ---- |
| 125  | 99   | 102  | 102  | 92   | 100  | 105  |

## Экономика
В 2010 году среди 80 человек трудоспособного возраста (15—64 лет) 55 были экономически активными, 25 — неактивными (показатель активности — 68,8 %, в 1999 году было 78,7 %). Из 55 активных жителей работали 49 человек (27 мужчин и 22 женщины), безработных было 6 (2 мужчин и 4 женщины). Среди 25 неактивных 6 человек были учениками или студентами, 15 — пенсионерами, 4 были неактивными по другим причинам.